# Tomba di Kasta
La tomba di Kasta (in greco Τύμβος Καστά?, Tymbos Kasta), nota anche come tomba di Anfipoli (in greco Τάφος της Αμφίπολης?, Tafos tīs Anfipolīs), è un'antica tomba risalente al periodo macedone, scoperta all'interno del tumulo di Kasta vicino Anfipoli, Macedonia Centrale, nella Grecia settentrionale. È stata scoperta nel 2012 ed è stata aperta al pubblico nell'agosto 2014. I primi scavi sul tumulo, nel 1964, esposero il muro perimetrale, e successivi scavi negli anni 1970 portarono alla luce diversi reperti antichi.
La tomba, scoperta di recente, è datata all'ultimo quarto del IV secolo a.C. Il tumulo è il più grande mai scoperto in Grecia e al confronto fa sembrare piccolo quello in cui si trova la tomba di Filippo II di Macedonia, padre di Alessandro Magno, a Verghina. È ipotizzata essere un cenotafio di Efestione, intimo amico di Alessandro, e una sepoltura di importanti personaggi della corte macedone, tra cui potrebbe esserci la madre del re, Olimpiade d'Epiro.

## Caratteristiche

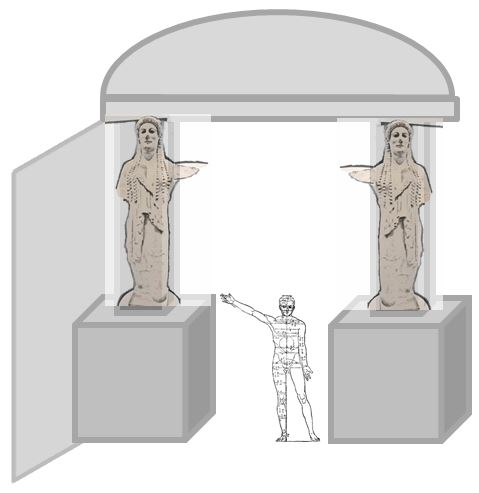
Ricostruzione dell'entrata della sala delle cariatidi

L'ingresso principale presenta sopra la porta una lunetta con due sfingi alate, danneggiate e prive di testa.
All'interno due cariatidi ornano i lati dell'ingresso monumentale allo spazio più interno della tomba, che sul pavimento è decorata da un mosaico col ratto di Persefone. Nello spazio rotondo centrale forse si ergeva la statua del defunto. 
Il team di scavo, sulla base dei ritrovamenti rinvenuti nel sito, ha sostenuto che la tomba fosse un memoriale dedicato al più caro amico di Alessandro Magno, Efestione, su progetto di Dinocrate di Rodi.
È stato ipotizzato che possa esservi sepolto il figlio del condottiero macedone, Alessandro IV di Macedonia, che tradizionalmente si ritiene essere al Tumulo Reale di Verghina; per altri, pur essendo stata forse progettata da Perdicca per Alessandro Magno che invece per volontà di Tolomeo I fu sepolto in Egitto, potrebbe esservi stata invece sepolta la moglie del conquistatore, Rossane. 

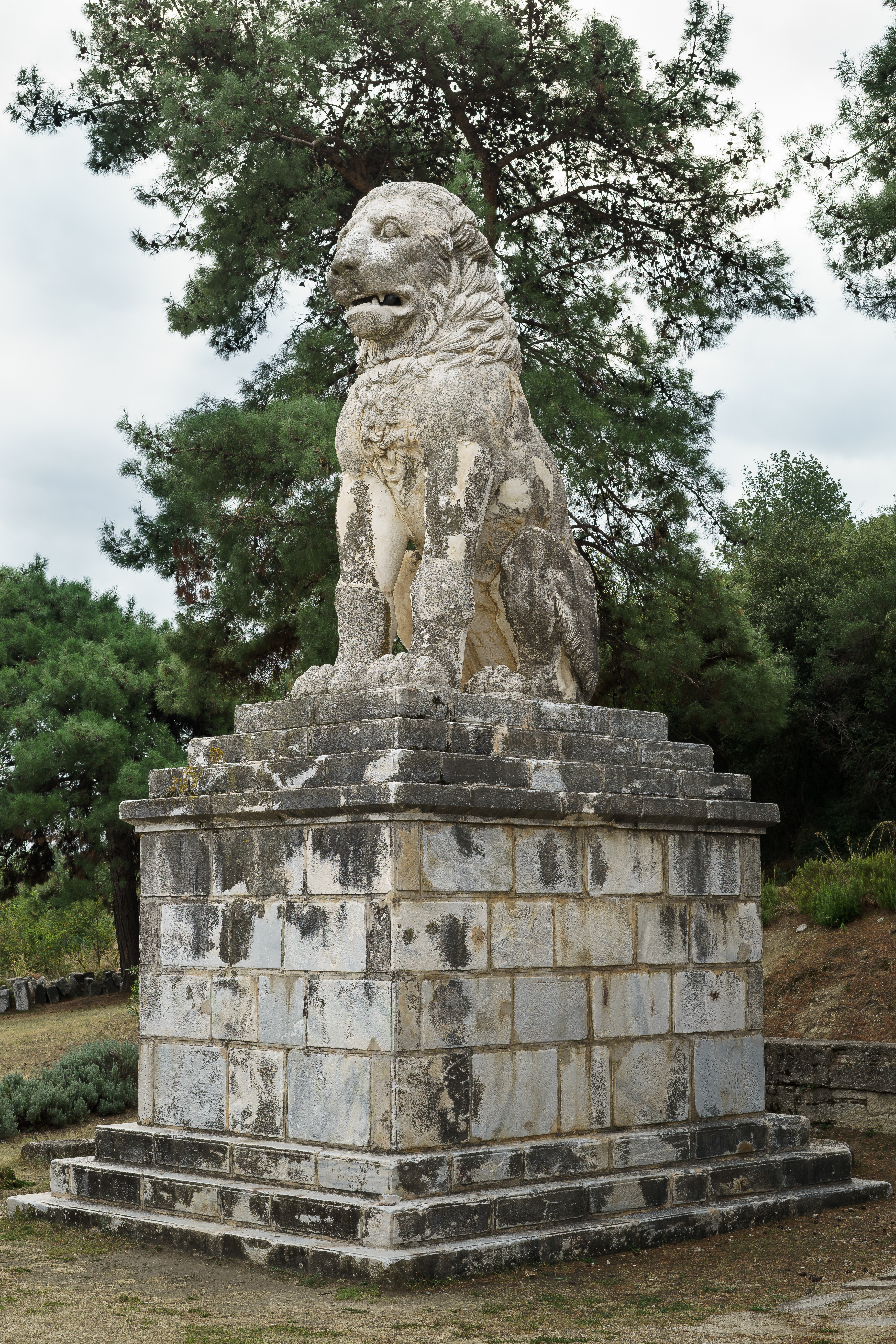
Leone ad Anfipoli nei pressi del tumulo, secondo alcune ipotesi un tempo collocato in sommità

Più probabile l'ipotesi che sia la tomba della regina madre, Olimpiade d'Epiro (come ritenuto da Andrew Chugg), che fu sepolta in fretta dopo la sua morte e la presa di potere degli Antipatridi, e senza essere cremata.

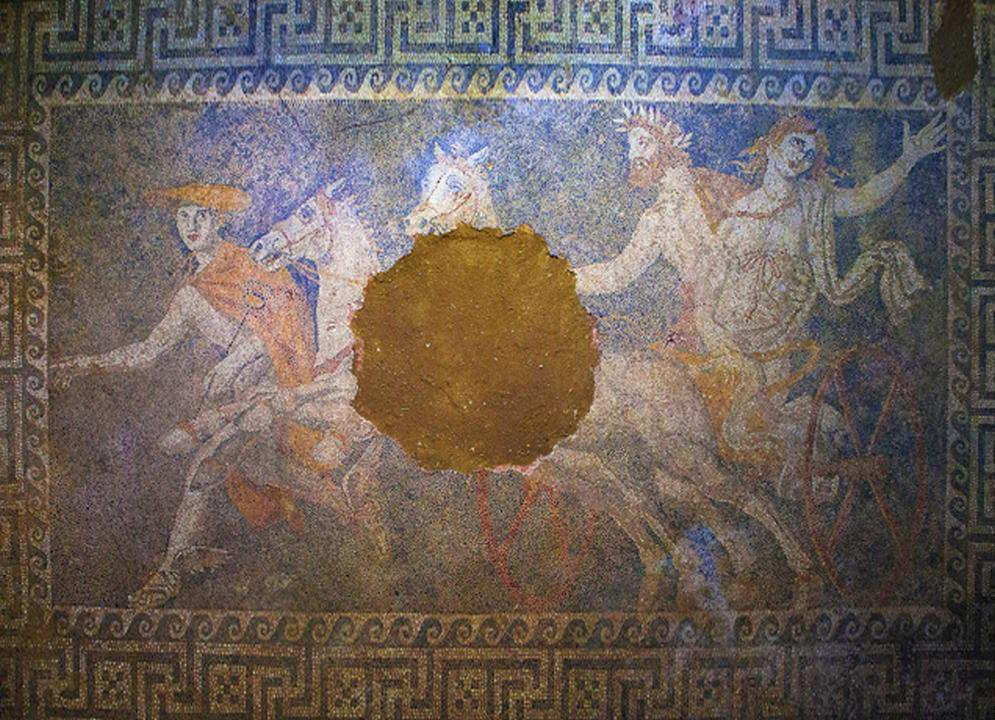
Mosaico di Ade e Persefone

Ipotesi minori vogliono la traslazione di Filippo II da Verghina ad Anfipoli, dello stesso Alessandro Magno dall'Egitto in epoca romana da parte di Caracalla, o che sia la tomba o un monumento al filosofo Aristotele, precettore di Alessandro Magno, o di Filippo III Arrideo. Teorie più probabili vogliono che sia la sepoltura del generale Nearco, amico di Alessandro e importante condottiero, oppure di altri personaggi di primo piano come i diadochi Antipatro, Antigono I Monoftalmo e Cassandro, re di Macedonia.
Come nelle tombe di Verghina (tomba di Filippo II, e in particolare tomba "di Persefone", di Euridice I...), anche ad Anfipoli vi sono immagini che rappresentano il ratto di Persefone da parte di Ade, un classico motivo sepolcrale macedone e greco, a Kasta raffigurato in un mosaico pavimentale.
La tomba interna al tumulo presenta tre stanze, di cui una ad uso sepolcrale. A differenza della tomba di Verghina il sepolcro non è intatto e i corredi funerari sono stati asportati. I resti scheletrici di animali (in particolare un cavallo) e di cinque persone sono stati portati alla luce all'interno della tomba. I corpi sepolti all'interno sono quelli di una donna di età superiore ai 60 anni, due uomini di età compresa tra 35 e 45 anni, un neonato e una quinta persona composta solo da pochi frammenti ossei cremati.

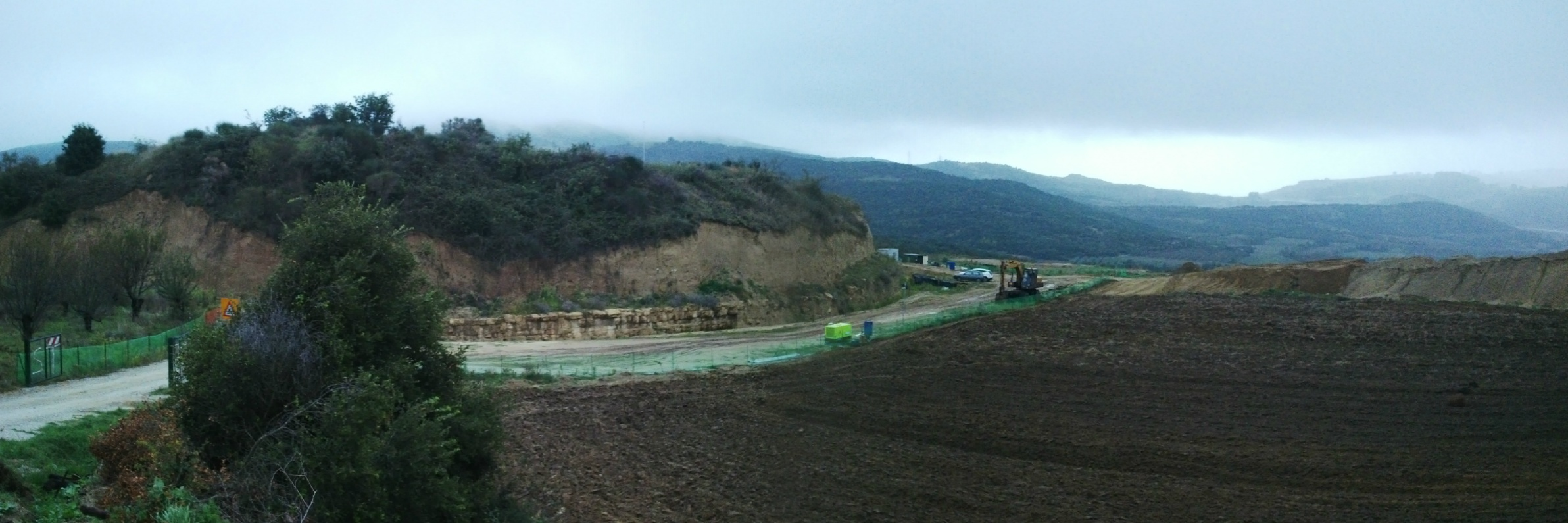
Vista del grande tumulo di Anfipoli

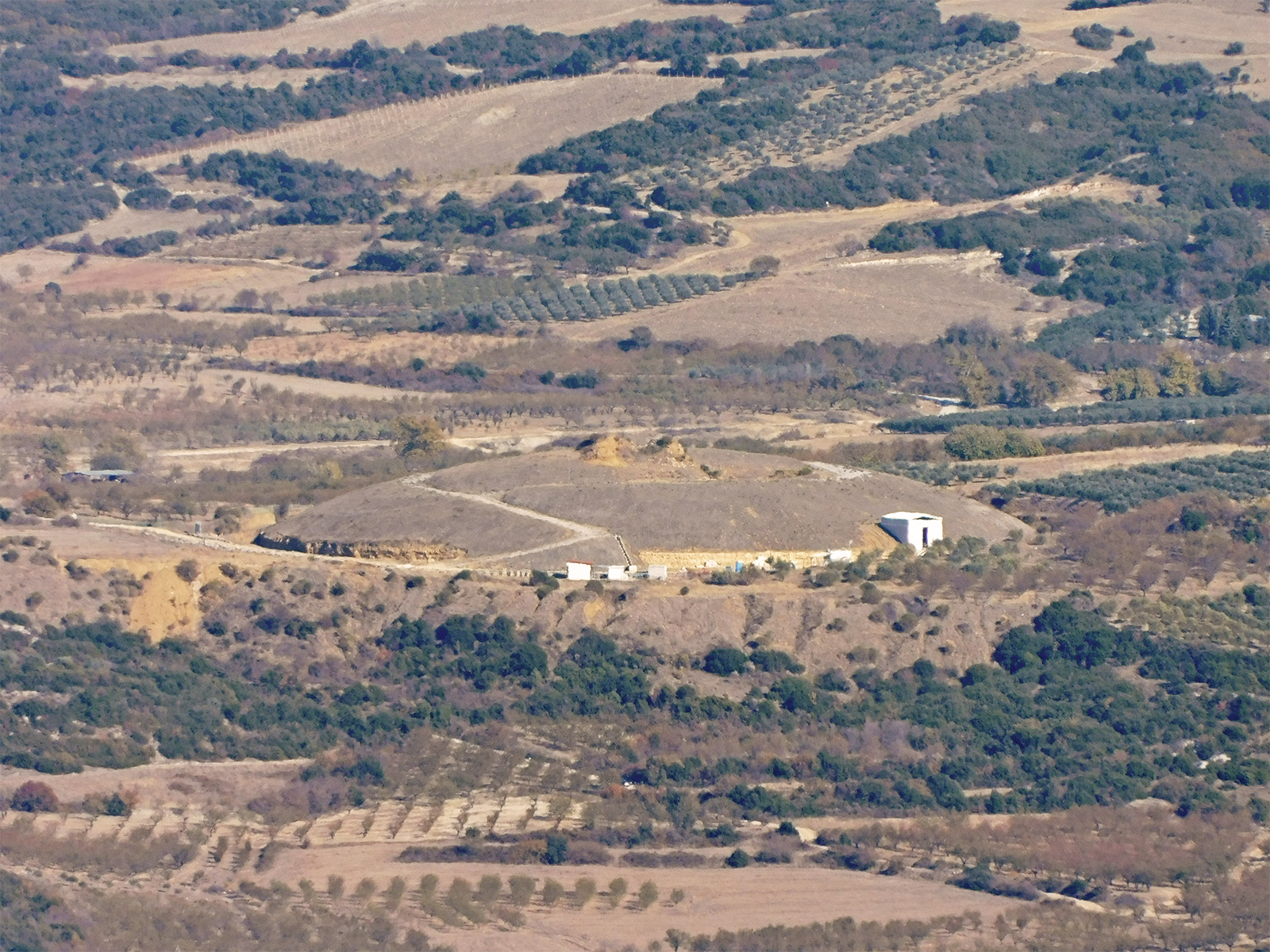
Visione panoramica della collina artificiale